# Meilenstein (Retzau)

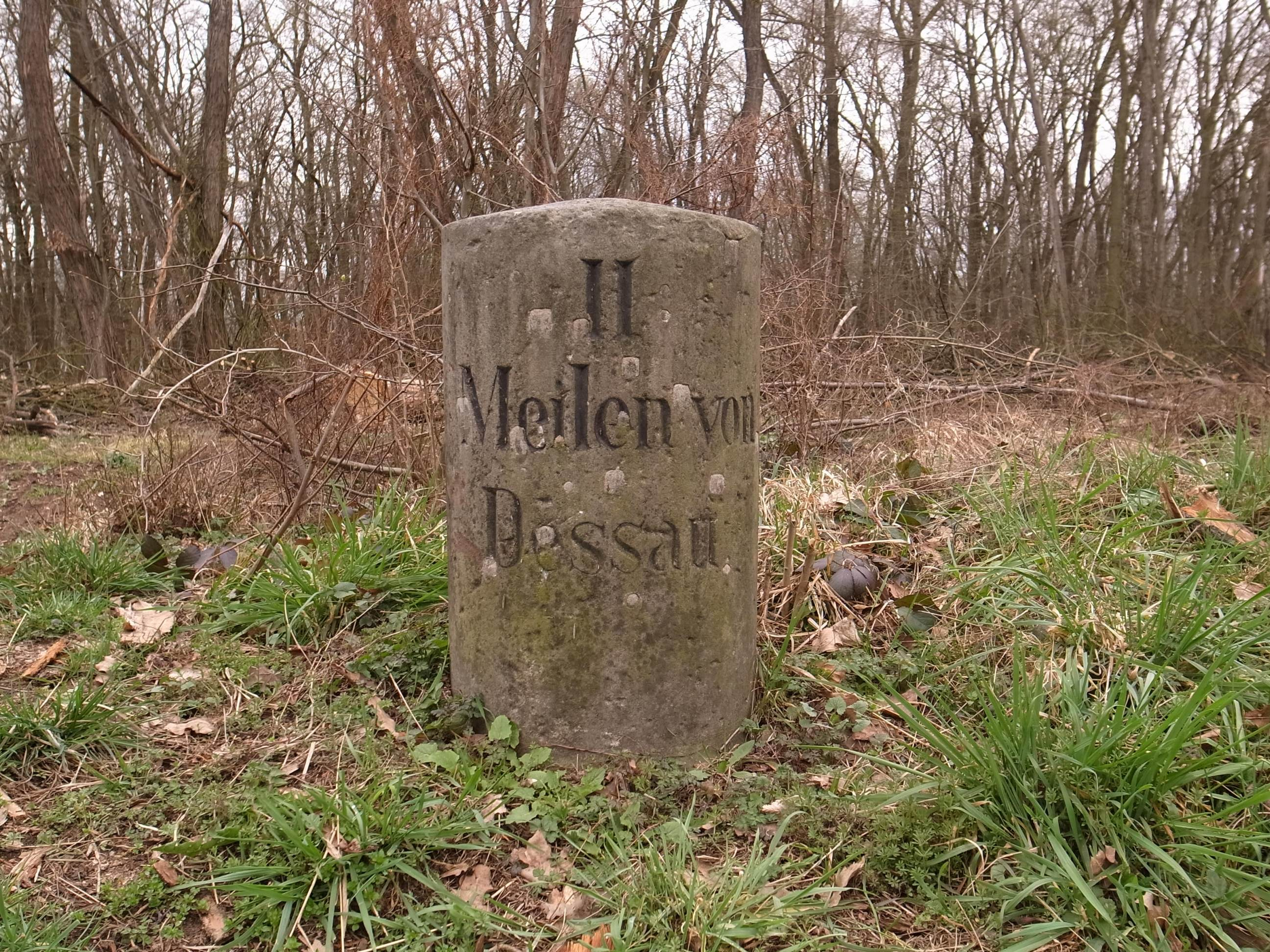
Anhaltischer Meilenstein bei Retzau

Der Meilenstein bei Retzau ist ein Kleindenkmal in der Stadt Dessau-Roßlau in Sachsen-Anhalt.
Während der Meilenstein in Kleutsch nicht am heutigen Verlauf der Landesstraße 135 steht, ist der Meilenstein nordöstlich von Retzau noch an dieser zu finden. Der anhaltische Rundsockelstein trägt die Inschrift II Meilen von Dessau und befindet sich südlich von Sollnitz. Zwei Meilen entsprechen in etwa 15 Kilometern, da die anhaltische Meile seit dem Jahr 1841 der preußischen Meile gleich gesetzt wurde.
Der 64 Zentimeter hohe Stein steht unter Denkmalschutz. Da er noch auf der Flur von Sollnitz (Stadt Dessau-Roßlau) zu finden ist, ist er dort im Denkmalverzeichnis eingetragen und nicht bei Retzau (Stadt Raguhn-Jeßnitz). Er ist hier mit der Nummer 094 40254 als Baudenkmal erfasst. Im Jahr 2016 wurde das Umfeld des Meilensteines vom Bewuchs befreit. Anhaltische Zwei-Meilen-Steine finden sich unter anderem noch bei Porst oder bei Quellendorf. Sie waren früher noch viel häufiger als heute, wurden aber durch die Einführung der Myriamtersteine ebenso verdrängt wie durch Achtlosigkeiten.